# بامبو دریا
بامبو دریا (نام علمی: Ecklonia maxima) نام یک گونه از راسته کتانجک است.